# 魁北克市城墙

地图

魁北克市城墙位于加拿大魁北克市，是墨西哥以北的北美洲唯一保存至今的城墙。它最初由法国人建于17世纪，1759年英国人通过亚伯拉罕平原之战从法国人手中夺取魁北克市后，重建了城墙。
魁北克市城墙环绕大部分魁北克老城，1985年列为世界遗产。1948年列为加拿大国家历史遗产。
城墙有4个幸存的城门：
- 圣若望门：可追溯至1694年，1791年拆除重建，1865年再次重建。[6] 目前的城门建于1939年[7]。
- 圣路易门：可追溯至1694年，1791年拆除重建，目前的城门系1880年重建[6]。
- 普雷斯科特门：建于1797年，1871年拆除[6] 目前的城门建于1983年[7]。
- 肯特门：建于1879年，以维多利亚女王的父亲肯特公爵命名。[6]

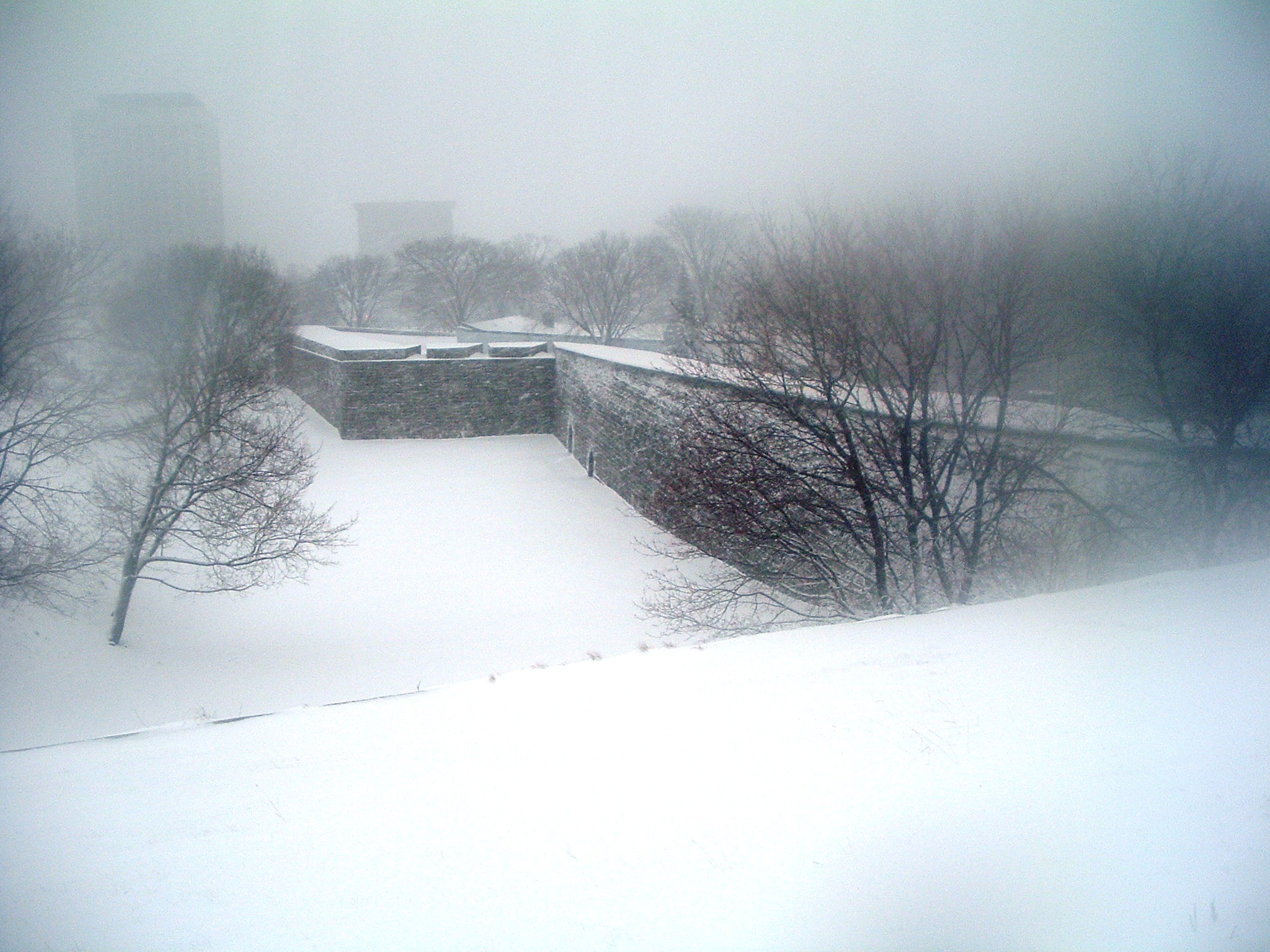
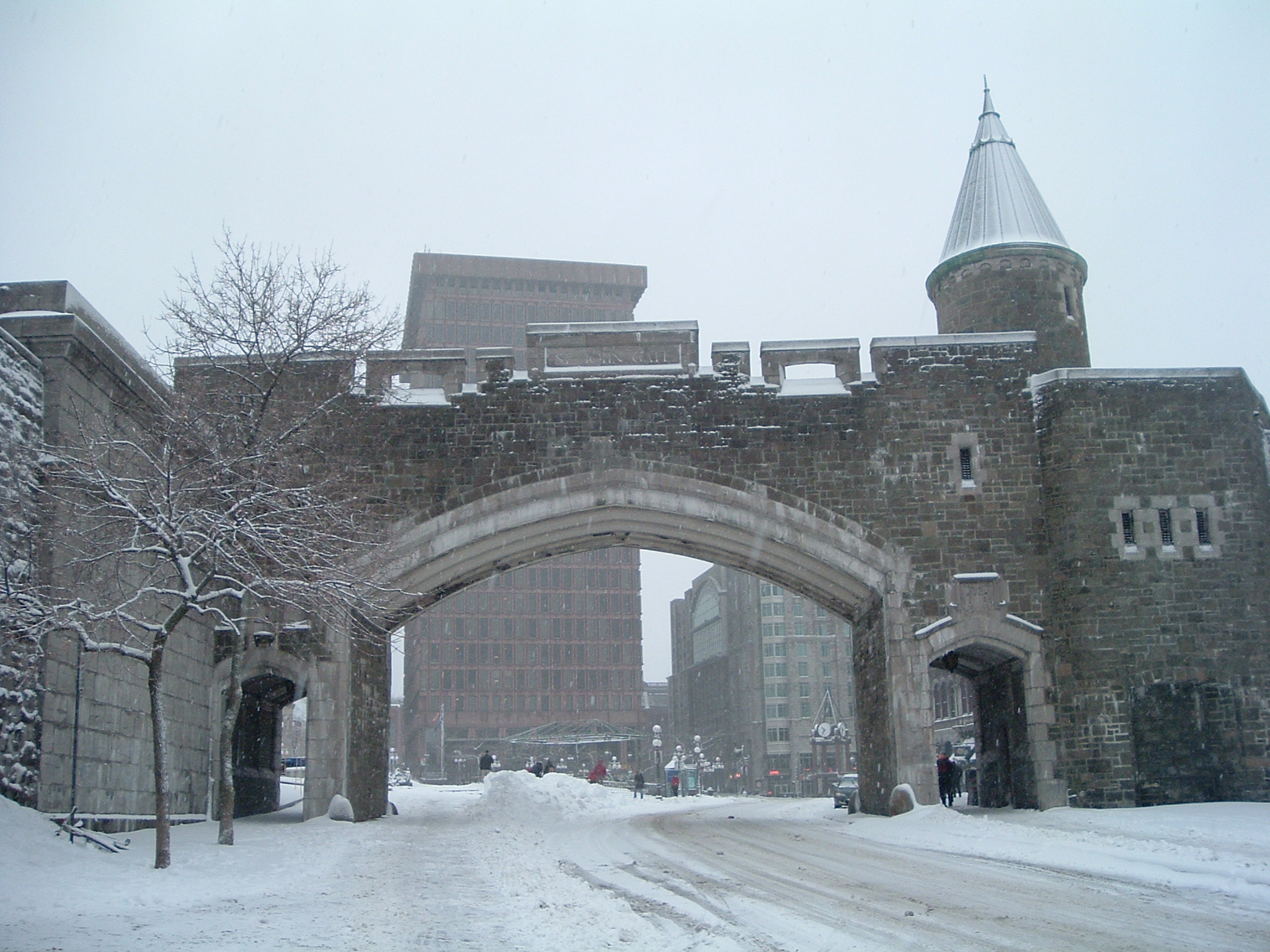
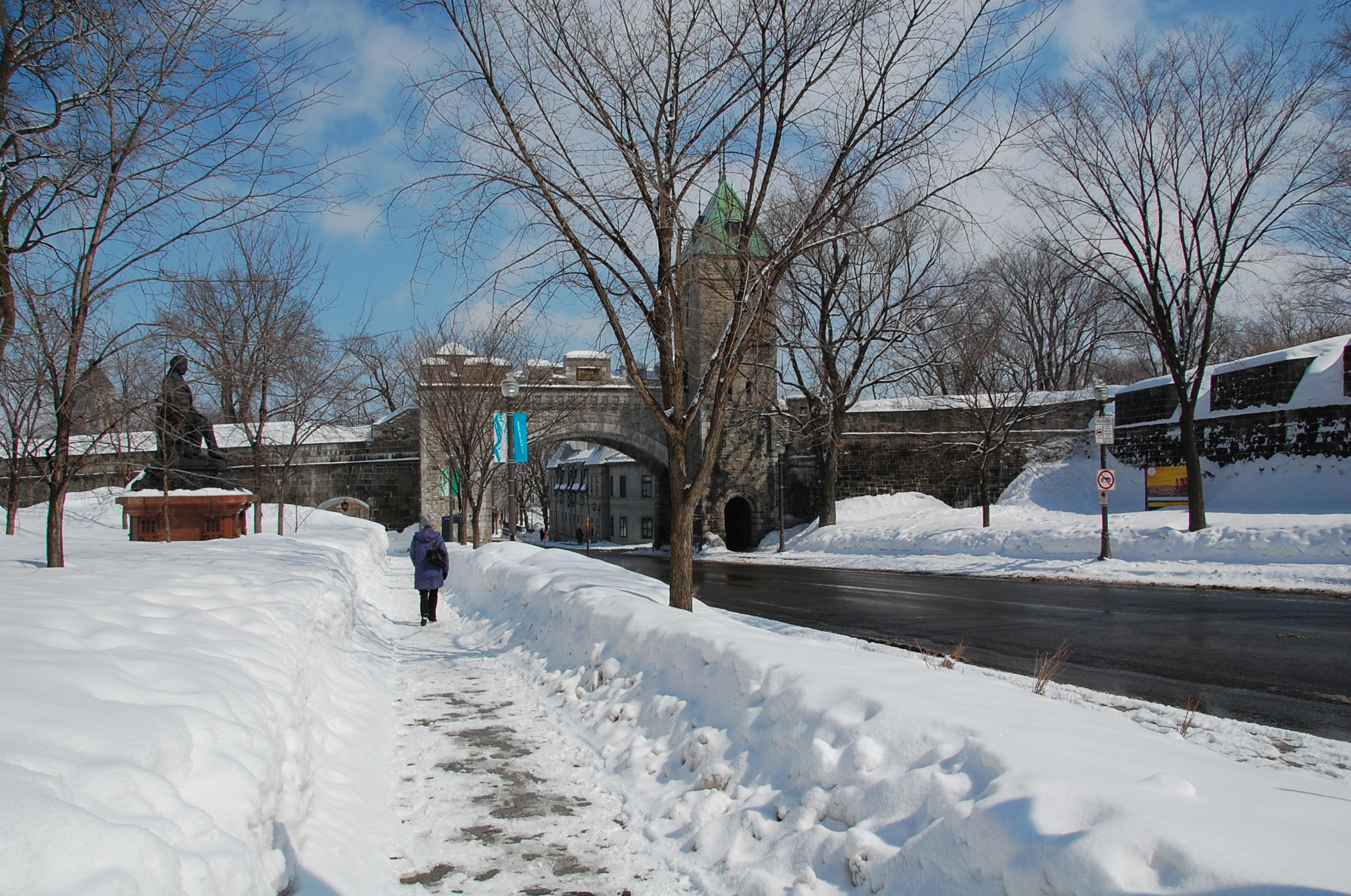